# Diecezja Hexham i Newcastle
Diecezja Hexham i Newcastle – diecezja Kościoła rzymskokatolickiego w północnej Anglii, w metropolii Liverpoolu. Geneza współczesnej diecezji wywodzona jest od wikariatu apostolskiego Dystryktu Północnego, który powstał w 1688. Kiedy w 1850 papież Pius IX zdecydował o przywróceniu w Anglii i Walii normalnych struktur kościelnych (zlikwidowanych w czasie reformacji), wikariat został przekształcony w diecezję Hexham. Tym samym przywrócono do użytku nazwę diecezji istniejącej w okresie przedreformacyjnym. Na siedzibę biskupów zostało jednakże wybrane Newcastle upon Tyne. W 1861 fakt ten został podkreślony w nazwie diecezji, która odtąd miała nazywać się diecezją Hexham i Newcastle.

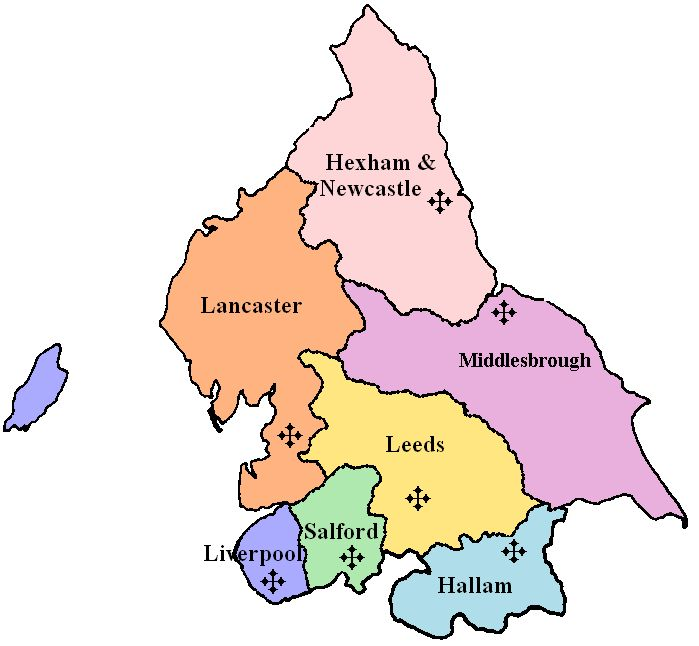
Diecezja na mapie metropolii